# Peter Rosegger
Pour les articles homonymes, voir Rosseger.
Peter Rosegger (né le 31 juillet 1843 et mort le 26 juin 1918) est un poète autrichien originaire de Styrie, région où il demeure une figure très importante.

## Biographie
Enfant de fermiers, il grandit à la campagne et n'eut pas une éducation avancée. Sa santé fragile lui interdisait la ferme, et il devint apprenti tailleur à dix-sept ans. Il avait cependant la passion de la lecture, et dépensait la plus grande partie de l'argent qu'il gagnait en livres, et il commença à écrire. L'éditeur d'un journal de Graz le découvrit, et le fit entrer à l'Académie de Commerce et d'Industrie de la ville, qu'il quitta en 1869 à vingt-six ans.
Son premier livre, Geschichten aus der Steiermark ("Contes de Styrie"), fut publié en 1871 par Gustav Heckenast qui fut un de ses plus grands soutiens. Il était fortement influencé par le poète August Silberstein, dans sa recherche d'un idéal de nature et de campagne. Ses écrits consistent en des recueils de poésies, des romans, des essais et des lettres.

## Œuvres
- Zither und Hackbrett, 1870
- Volksleben in Steiermark, 1875
- Die Schriften des Waldschulmeisters, 1875
- Waldheimat, 1877
- Der Gottsucher, 1883
- Heidepeters Gabriel, 1886
- Jakob der Letzte, 1888
- Als ich noch jung war, 1895
- Das ewige Licht, 1896
- Erdsegen, 1900
- Als ich noch der Waldbauernbub war, 1902
- Eindringen des Kapitalismus in ein Bauerndorf, Martin der Mann, 1889
- Hoch vom Dachstein, 1891
- Weltgift, 1903
- INRI, 1905
- Œuvres rassemblées, 1913-16
- Letters to F. v. Hausegger, 1924
- Letters to A. Silberstein, 1929

## Adaptations

### Au cinéma
- I.N.R.I., 1923

## Hommages
- (7583) Rosegger, astéroïde.